# Duurt te lang
Duurt te lang è un brano musicale del 2013 del rapper olandese Glen Faris, reso noto dalla cantante Davina Michelle, che ne ha pubblicato una cover come singolo il 6 ottobre 2018 su etichetta discografica Cornelis Music.
La versione di Davina Michelle è stata eseguita dal vivo durante un episodio dell'undicesima edizione del programma canoro Beste zangers, trasmesso dalla rete televisiva AVROTROS. Il brano in due giorni ha raggiunto il primo posto nella classifica dei brani più scaricati su iTunes nei Paesi Bassi, e ha finito per raggiungere il primo posto della classifica olandese, rimanendo in vetta per sei settimane consecutive tra novembre e dicembre 2018 e ottenendo cinque dischi di platino per aver venduto più di 400 000 unità a livello nazionale.

## Tracce
1. Duurt te lang – 2:33

## Classifiche

### Classifiche settimanali
| Classifica (2018) | Posizione massima |
| ----------------- | ----------------- |
| Belgio (Fiandre)  | 51                |
| Paesi Bassi       | 1                 |

### Classifiche di fine anno
| Classifica (2018) | Posizione |
| ----------------- | --------- |
| Paesi Bassi       | 10        |
| Classifica (2019) | Posizione |
| Paesi Bassi       | 6         |
| Classifica (2020) | Posizione |
| Paesi Bassi       | 83        |